# 102 564
102 564 (cent deux mille cinq cent soixante-quatre) est le plus petit nombre parasite. Plus précisément : 102 564 × 4 = 410 256.